# 奧蕾莉亞
奧蕾莉亞（拉丁語：Aurelia，約前120年—前54年7月31日），羅馬執政官盧基烏斯·奧雷利烏斯·科塔的女兒，尤利烏斯·凱撒的母親。

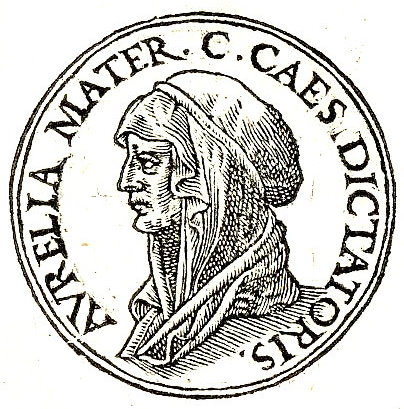

奧蕾莉亞與民選官蓋烏斯·尤利烏斯結婚，兩人有1子2女：
1. 大茱莉亞（英语：Julia Major (sister of Caesar)）
2. 小茱莉亞
3. 尤利烏斯·凱撒